# Judy Collins
Judy Collins, rodným jménem Judith Marjorie Collins (* 1. května 1939, Seattle) je americká hudebnice. Její otec byl zpěvák a rozhlasový diskžokej; ona se již od dětství věnovala studiu klasického klavíru. Nejprve se věnovala buskingu po newyorských ulicích; později podepsala nahrávací smlouvu s hudebním vydavatelstvím Elektra Records a své první studiové album A Maid of Constant Sorrow vydala v roce 1961; v následujících padesáti letech vydala několik desítek dalších alb. V roce 1968 byla oceněna cenou Grammy.